# Nathalie Simon
Pour les articles homonymes, voir Simon.
Nathalie Simon, née le 25 octobre 1964 à Neuilly-sur-Seine, est une véliplanchiste française devenue animatrice et chroniqueuse de télévision et de radio.

## Carrière sportive
Pratiquant la planche à voile, Nathalie Simon devient championne de France en 1986 et remporte une étape du championnat du monde en 1989 à Hyères.

## Carrière médiatique
En 1991, elle débute à la télévision en coprésentant l'émission Minuit sport aux côtés de Gilles Pernet sur TF1. Sur la même chaîne, elle participe à Sacrée Soirée en 1993. À partir de 1995, elle coanime Intervilles et en 1997 coprésente Capitale d'un soir avec Philippe Risoli. Elle coanime aussi Pluto Dingo. Quelque temps après, elle présente Les Trésors du monde sur France 2, avec Patrick Chêne.
À la radio, elle anime en 1998 Destination prestige sur Nostalgie puis fait des chroniques sur RMC.
Elle anime l’émission À bout de forces en novembre 2003 sur M6, sa première animation seule en prime time. Cependant, l'émission est annulée après la première diffusion, faute d'audience.
En 2005, elle gagne l'émission de téléréalité Première compagnie sur TF1. Elle présente ensuite C mieux dehors sur France 3 Méditerranée puis La Carte aux trésors de 2007 à 2009, succédant à Marc Bessou.
Elle présente Les yeux dans les yoles sur Canal + Antilles. De plus elle anime Le Grand Trec en 2009 sur Équidia. On la retrouve sur France Télévisions pour commenter les Jeux olympiques d'hiver de Vancouver en 2010.
En 2011-2012, elle présente, avec Jamy Gourmaud, Incroyables Expériences sur France 2. Toujours sur France Télévisions, elle est chroniqueuse dans Midi en France sur France 3.
En 2013, elle co-anime Intervilles sur France 2.
Depuis le début de l'année 2014, l'animatrice est responsable de l'émission L'Esprit sportive diffusée chaque samedi sur France Bleu.
À partir de 2014, Nathalie  Simon animatrice sur France Bleu, où elle tient une chronique diffusée le weekend à compter de février 2016, intitulée Les conseils bien-être de Nathalie Simon. Il s'agit d'une série radiophonique à base de conseils pour prendre soin de soi.
En 2016, elle anime Le Grand Mag sur Canal + et présente sur Canal Overseas, les championnats du monde de surf en Martinique.
Depuis 2017, elle anime Les Nouveaux Nomades sur France 3. Elle anime en 2018 Cheval Passion toujours sur la même chaîne.

## Vie privée
Elle est l'arrière-petite-fille du peintre Jacques Simon et l'arrière-arrière-petite-fille du peintre orientaliste Ernest Simon.
Elle a passé son enfance à Orléans, obtenu son bac au lycée Saint-Charles de Marseille, et un DEUG de sciences économiques à l'université de Toulon. Elle est mariée à Tanguy Dadon avec qui elle a eu une fille, Nina, née en 1998.
Elle est atteinte de vitiligo au niveau des mains. Après avoir caché cette information, elle décide de la révéler publiquement,.